# Fuoco di paglia (singolo)
Fuoco di paglia è  un singolo del DJ producer italiano Mace, pubblicato il 31 maggio 2024 come terzo estratto dal terzo album in studio Māyā, dall'etichetta Island.
Il brano ha visto le partecipazioni vocali di Marco Mengoni, Frah Quintale e Gemitaiz.

## Tracce
Testi di Marco Mengoni, Francesco Servidei, Davide De Luca e Edoardo d'Erme, musiche di Simone Benussi.
1. Fuoco di paglia (feat. Marco Mengoni, Frah Quintale, Gemitaiz) – 3:24

## Formazione
- Mace – produzione, pianoforte, programmazione
- Marco Mengoni – voce
- Frah Quintale – voce
- Gemitaiz – voce
- Fabio Rondanini – batteria
- Danny Bronzini – chitarra
- Ricky Cardelli – chitarra
- Rabbo Scogna – basso, pianoforte, sintetizzatore

## Classifiche
| Classifica (2024) | Posizione massima |
| ----------------- | ----------------- |
| Italia            | 29                |